# هواوی اسند وای۳۰۰
هواوی اسند وای۳۰۰ (به انگلیسی: Ascend Y300) یک گوشی هوشمند دارای سیستم عامل اندروید (نسخهٔ ۴٫۱) محصول شرکت هواوی می‌باشد.
این گوشی به دلیل قیمت کم و در مقابل امکانات بالایی که دارد محبوبیت زیادی بین کاربران شرکت هواوی داشت.